# Albert Klein (Literaturwissenschaftler)
Albert Klein (* 7. Januar 1939 in Tauberbischofsheim; † 4. Januar 2017) war ein deutscher Literaturwissenschaftler sowie Rektor der Universität Dortmund.

## Leben
Albert Klein verbrachte in Tauberbischofsheim seine Kindheits- und Jugendjahre und legte hier 1958 sein Abitur ab. Sein Vater war Leo Klein, Oberstudiendirektor des Matthias-Grünewald-Gymnasiums. 
Nach dem Studium der Germanistik, Publizistik, Soziologie und Geschichte wurde Klein 1968 an der Ruhr-Universität Bochum mit einer Arbeit über den Unterhaltungsroman im 19. Jahrhundert promoviert. Im Anschluss war er als Dozent in der Lehrerausbildung an den Pädagogischen Hochschulen in Hamm und Schwäbisch Gmünd tätig. 1972 wurde er als Professor für Deutsche Literatur und ihre Didaktik an die damalige Pädagogische Hochschule Ruhr in Dortmund berufen. Mit Eingliederung der PH Ruhr in die Universität Dortmund im Jahr 1980 wurde Klein Professor der Universität Dortmund. Im Bereich der Forschung arbeitete Klein vor allem im Bereich Literaturvermittlung von Unterhaltungsromanen oder Klassikern deutscher Dichter. 
Klein wurde 1994 zum fünften Rektor der Universität Dortmund gewählt. Nach der Wiederwahl 1998 blieb er bis 2002 Rektor. Von 2000 bis 2001 wirkte Klein als Vorsitzender der Landesrektorenkonferenz der Universitäten in Nordrhein-Westfalen. In den Ruhestand trat Klein im Jahr 2004.

## Veröffentlichungen (Auswahl)
- Die Krise des Unterhaltungsromans im 19. Jahrhundert. Ein Beitrag zu Theorie und Geschichte der ästhetisch geringwertigen Literatur. (= Abhandlungen zur Kunst-, Musik- und Literaturwissenschaft. Bd. 84, ISSN 0567-4999). Bouvier, Bonn 1969 (Zugleich: Bochum, Univ., Diss.).
- (gem. mit Heinz Geiger und Jochen Vogt): Hilfsmittel und Arbeitstechniken der Literaturwissenschaft. Opladen : Westdeutscher Verlag 1978 (3. Auflage).
- Heinrich Mann: Professor Unrat oder das Ende eines Tyrannen. (= Modellanalysen Literatur 19). Schöningh, Paderborn u. a. 1992, ISBN 978-3-506-75059-4.

## Auszeichnungen
- 1996: Ehrendoktorwürde der Universität Rostow am Don